# YouTube Kids
YouTube Kids (Детям) — видео приложение, разработанное YouTube. Приложение предоставляет версию службы, ориентированную на детей, с выбранным выбором контента, функциями родительского контроля и фильтрацией видео, которые не считаются подходящими для детей 12 лет и младше.
Впервые выпущенное 23 февраля 2015 года как мобильное приложение для Android и iOS, оно было выпущено для смартфонов LG, Samsung и Sony, а также для Android TV. По состоянию на февраль 2019 года приложение доступно в 60 странах.
YouTube Kids столкнулись с критикой со стороны правозащитных групп, в частности, кампании за детство без рекламы, за опасения, связанные с использованием приложения коммерческой рекламы, а также за алгоритмические предложения видео, которые могут быть неподходящими для целевой аудитории приложения. Приложение также было связано с полемикой «Elsagate», которая окружала тревожные и / или жестокие видеоролики с изображением персонажей из детских мультимедийных франшиз. Критика видео привела к тому, что YouTube объявил о том, что потребуются более жесткие действия для просмотра и фильтрации таких видео по сообщениям сообщества и предотвращения доступа к ним из приложения YouTube Kids.

## Характеристики

### Контент
Приложение разделено на 4 категории контента; «Навигатор», «Шоу», «Музыка» и «Игры». В категориях представлены выбранные материалы из каналов, которые считаются подходящими для детей.
В августе 2016 года приложение было обновлено для поддержки службы подписки YouTube Red, позволяющей без рекламы воспроизводить, фоновое воспроизведение и автономное воспроизведение для подписчиков. В феврале 2017 года YouTube Red начал выпуск премиальных оригинальных сериалов, ориентированных специально на YouTube Kids, в том числе DanTDM «Создает большую сцену», Fruit Ninja: Frenzy Force, Hyperlinked и Kings of Atlantis. В ноябре 2017 года приложение было обновлено, чтобы добавить дополнительные режимы пользовательского интерфейса, разработанные для разных возрастных групп, от существующего упрощенного интерфейса (предназначенного для детей младшего возраста) до более плотного интерфейса, предназначенного для детей старшего возраста.
YouTube также представил рекламные кампании через специальные плейлисты, размещенные на YouTube Kids, в том числе «#ReadAlong» (серия видеороликов, в основном с кинетической типографикой) для повышения грамотности, «#TodayILearned» (в котором содержался плейлист, ориентированный на STEM-программы и видео), и «Сделай его здоровым, сделай его веселым» (сотрудничество с Марком и Пау Газоль для пропаганды здорового образа жизни и активного образа жизни детей).

### Родительский контроль
Приложение YouTube Kids содержит настройки родительского контроля, которые позволяют родителям устанавливать ограничения по времени и ограничивают доступ пользователей к инструменту поиска. Родители могут использовать код доступа или свою учетную запись Google для защиты этих настроек, а также настраивать профили для нескольких пользователей с учётом их опыта.

## Прием

### Реклама
Компания за детство без рекламы (CCFC) и Центр цифровой демократии (CDD) выразили обеспокоенность по поводу использования рекламы в приложении YouTube Kids, заявив, что дети не смогут отличить рекламу от контента. Позже в приложение были добавлены короткие бамперы для разделения рекламы и контента.
В апреле 2018 года коалиция из 23 групп (включая CCFC, CDD, а также Common Sense Media) подала жалобу в Федеральную торговую комиссию, утверждая, что приложение YouTube Kids собирает информацию от пользователей в возрасте до 13 лет без согласия родителей, в нарушение Закона о защите конфиденциальности детей в Интернете (COPPA).

### Фильтрация
Приложение YouTube Kids подверглось критике за доступность видео, не подходящих для его целевой аудитории. Вскоре после его выпуска CCFC подал жалобу FTC на YouTube Kids, сославшись на примеры неуместных видео, которые были доступны через инструмент поиска приложения (например, связанные с Вином в их тестировании), и страницу Рекомендуемые, в конечном итоге использующую историю поиска для выявления таких видео. YouTube защитил критику, заявив, что она была разработана в консультации с другими группами по защите интересов, и что компания открыта для отзывов о работе приложения. Более крупная полемика на YouTube, называемая «Elsagate», также была связана с приложением, ссылаясь на каналы, которые публикуют видео с участием персонажей из популярных франшиз (особенно, среди прочего, Холодное сердце, Щенячий патруль, Свинка Пеппа и Человек-паук), но с тревожными, сексуально наводящими на размышления, насильственными или иным неуместными темами и содержанием.
Глобальный глава семейного и детского контента YouTube Малик Дукард признал, что «создание дружеского семейства приложений имеет для нас первостепенное значение», но признал, что служба не всегда курируется, и что родители несут ответственность за использование родительского приложения. контролирует, как его дети используют (включая отключение доступа к инструменту поиска). Джош Голин, директор Кампании за свободное от торговли детство, утверждал, что автоматизированных алгоритмов недостаточно, чтобы определить, соответствует ли видео возрасту, и что процесс требует ручного курирования. Он добавил, что модель YouTube создала что-то, что настолько обширно, но каждую минуту загружается 400 часов контента. Это просто слишком много. Люди поднимают эти проблемы годами, просто заходите на любой форум для родителей и они" мы говорили о фальшивых клипах Свинки Пеппы.
В ноябре 2017 года YouTube объявил, что предпримет дальнейшие шаги для просмотра и фильтрации видео, о которых пользователи сообщают, что они содержат недопустимый контент, включая более строгое использование своей системы фильтрации и ограничения по возрасту, чтобы такие видео не появлялись в приложении и на самом YouTube. В этом месяце в обновлении приложения YouTube Kids было добавлено более заметное заявление об отказе от ответственности, в котором говорится, что служба не может в полной мере гарантировать уместность видео, которые не были обработаны вручную, и сообщается родителям о средствах отчётности. и блокировать видео, которые они не находят подходящими.

### Захватывающее содержание
Многие родители обеспокоены тем, что контент, размещенный в приложении, вызывает привыкание у детей. Резкой критике подвергаются видео тематики «Surprise Egg», в которых основное внимание уделяется открытию изделий в виде яиц с игрушкой внутри. Такие видео часто получают десятки миллионов просмотров от пользователей. Родители сообщали, что их дети тратят значительное время на просмотр таких видео. В своем выступлении TED Talk 2018 года Джеймс Бридл предположил, что эти ролики вызывают привыкание у детей из-за выделения дофамина, которое происходит из-за симуляции реального открытия игрушки с сюрпризом.